# Rosa Florida
Rosa Florida ist eine Ortschaft und eine Parroquia rural im Kanton Sucumbíos der ecuadorianischen Provinz Sucumbíos. Die Parroquia besitzt eine Fläche von 357,22 km² groß. Beim Zensus 2010 wurden 382 Einwohner gezählt.

## Lage
Die Parroquia Rosa Florida liegt im Norden von Ecuador an der kolumbianischen Grenze. Die Parroquia liegt an der Ostflanke der Cordillera Real in Höhen zwischen 600 m und 3400 m. Der Río Chinguales durchquert das Verwaltungsgebiet in südlicher Richtung. Der Río Cofanes fließt entlang der südlichen Verwaltungsgrenze nach Osten und vereinigt sich mit dem Río Chinguales zum Río Aguarico. Im Nordosten bildet der Oberlauf des Río San Miguel die Grenze zu Kolumbien. Die Fernstraße E10 (Julio Andrade–Nueva Loja) verläuft entlang dem Flusslauf des Río Chinguales. Der etwa 1200 m hoch gelegene Hauptort befindet sich an der E10 am Río Chinguales 7,5 km südlich vom Kantonshauptort La Bonita.
Die Parroquia Rosa Florida grenzt im Nordosten an Kolumbien, im zentralen Osten an die Parroquia El Dorado de Cascales (Kanton Cascales), im Südosten und im Süden an die Parroquia Puerto Libre (Kanton Gonzalo Pizarro), im Westen an die Parroquia La Sofía sowie im Nordwesten an die Parroquia La Bonita.

## Orte und Siedlungen
In der Parroquia gibt es folgende Orte: Rosa Flordia, El Vijagual, La Barquilla und El Paraíso.

## Geschichte
Die Parroquia Rosa Florida wurde am 30. April 1969 gegründet.

## Ökologie
Der Osten der Parroquia liegt im Schutzgebiet Reserva Ecológica Cofán Bermejo.